# Гораціо Нельсон

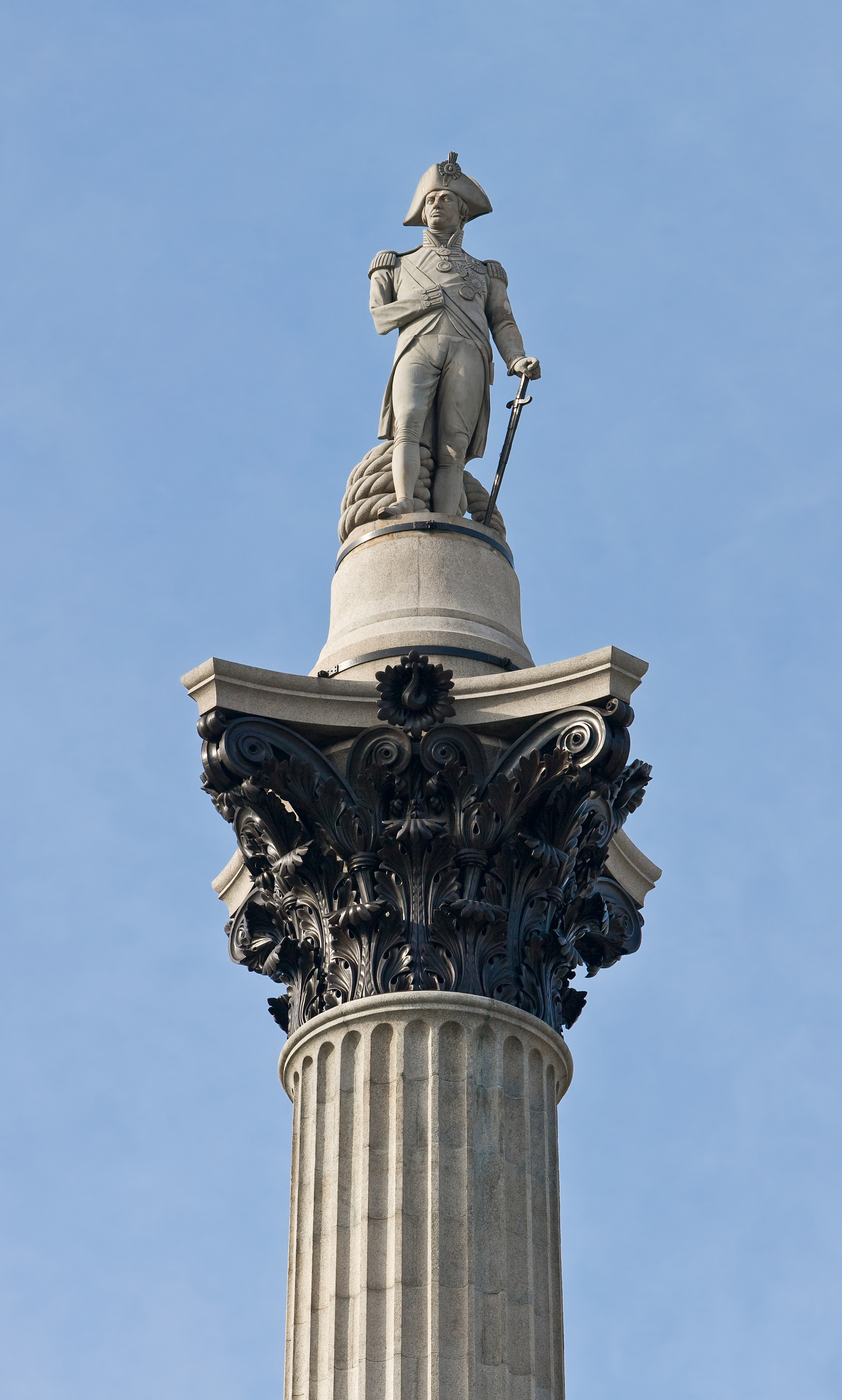
Колона Нельсона (Трафальгарська площа, Лондон)

Гора́ціо Не́льсон (англ. Horatio Nelson, 1st Viscount Nelson — 1-й віконт Нельсон; 29 вересня 1758 — 21 жовтня 1805) — видатний британський флотоводець, віцеадмірал, 1-й бароні віконт Нельсон (пер Великої Британії), 1-й герцог Бронте (в Неаполітанському королівстві). Відзначався непересічними лідерськими якостями та майстерністю стратегії, що проявилося у багатьох рішучих морських перемогах. Гораціо Нельсон отримав через свою хоробрість і намагання бути у перших рядах кілька тяжких травм під час боїв, зокрема, втратив праву руку та пошкодив одне око. Серед багатьох його перемог найвідомішою і найзначнішою була Трафальгарська битва 1805 року, під час якої він і загинув.

## Біографія

### Ранні роки
Нельсон народився в сім'ї парафіяльного священика Едмунда Нельсона (1722—1802 роки) у графстві Норфолк. Він став шостим з одинадцяти дітей у сім'ї. Батьки назвали його на честь хрещеного Гораціо Волпола (1723—1809 ), 2-го барона Волпола, 1-го графа Орфорда, який був дуже впливовою людиною в тодішньому Королівстві Великої Британії. Нельсон відвідував гімназію у Північному Волшемі та школу короля Едуарда VI в Норвічі доки йому не виповнилося 12 років

### Початок морської кар'єри
Вступив до флоту в 12-річному віці під впливом свого дядька, капітана Моріса Саклінга, героя Семирічної війни. Спочатку ходив на кораблі свого дядька юнгою, потім — гардемарином. Надалі плавав на торгових і військових судах в Вест- і Ост-Індію, брав участь в полярній експедиції (1773 рік). За поширеною легендою, під час антарктичної експедиції, коли його судно було затерто кригою, він вступив у двобій з білим ведмедем і ледь не загинув.

### Просування по службі
Молодий Нельсон швидко просувався по службі, ходив на кораблях багатьох славетних командирів того часу, 1777 року отримав чин морського лейтенанта, 1778 року отримав вже капітанський чин. Його репутація, як визначного капітана постійно росла, незважаючи на часті недуги і наявність у нього морської хвороби. 1781 року його призначили командиром 28-гарматного фрегата «Альбемарл». 1780 року, беручи участь в операції на річці Сан-Хуан у Гондурасі (нині по ній проходить межа між Нікарагуа та Коста-Рикою), він ледь не помер від тяжкої дизентерії (за іншою версію, від малярії або зміїного укусу).
У 1784—1787 роках Нельсон ніс службу в Вест-Індії, де 1787 року одружився з удовою Фанні Нісбет, племінницею антильського плантатора. Виходячи в море, Нельсон узяв з собою Джошуа — її сина від першого шлюбу. Ведучи вперту боротьбу з контрабандою, він не раз вступав у конфлікт з вищими начальниками, вимагаючи від них суворого дотримання законів. Нажив собі таким чином чимало ворогів серед чиновників Адміралтейства, після повернення до Королівства Великої Британії його фактично відлучили від флоту і він, живучи в селі, цілих п'ять років чекав нового призначення. Однак початок французьких революційних війн дозволив йому повернутися на службу, де він особливо відзначився активними діями у Середземномор'ї.

### Участь у війні проти революційної Франції
1793 року, з початком війни проти Франції, отримав посаду капітана лінійного корабля у складі Середземноморської ескадри адмірала Самюеля Худа. Він взяв активну участь у бойових діях під Тулоном, в липні 1794 року, а, в подальшому, відіграв важливу роль у захопленні Корсики, командував десантом на острів, отримав поранення правого ока при облозі фортеці Кальві.
13 липня 1795 року відзначився в морській битві, примусивши здатися французький корабель, який за потужністю набагато перевершував його власний. 14 лютого 1797 брав участь в битві біля мису Сент-Вінсент (крайній південно-західній частині Португалії). За власною ініціативою він вивів свій корабель з лінійного ладу ескадри та здійснив маневр, що мав вирішальне значення для розгрому іспанського флоту. Два з чотирьох захоплених британцями іспанських кораблів взяли на абордаж під особистим командуванням Нельсона, який отримав за цей бій лицарський хрест ордена Лазні та чин контр-адмірала.
Скоро по завершенню цієї битви, у липні 1797 року він взяв участь у іншій битві — спробі захопити порт Санта-Крус-де-Тенерифе. Тут йому пощастило менше: його атаку ворог відбив, а сам Нельсон втратив праву руку та був змушений повернутись до Королівства Великої Британії на лікування.
З 1798 року командував ескадрою, яку Королівство Великої Британії спрямувало в Середземне море для протидії розпочатої Францією Єгипетській експедиції 1798—1801 років. Британська ескадра не зуміла перешкодити висадці французьких військ в Олександрії, однак 1-2 серпня 1798 року Нельсон зміг розгромити французький флот при Абукірі, відрізавши армію Наполеона Бонапарта в Єгипті, а сам Нельсон отримав поранення в голову. Георг III подарував Нельсону дворянський титул — присвоївши йому ступінь віконта та надавши баронство Нілу і Бернем-Торпа.
У Неаполі, куди Нельсона послали для допомоги Неаполітанському королівству в боротьбі з Францією, почався його роман з дружиною британського посла Вільяма Гамільтона, леді Еммою Гамільтон, що тривав до самої смерті адмірала. Емма народила дочку Горацію Нельсон. Допомогти Неаполю Нельсон не встиг, і місто потрапило до рук французів. Після звільнення Неаполя російською ескадрою і капітуляції французького гарнізону Нельсон наказав стратити без суду французьких полонених та італійських республіканців.
Наступного року Нельсон отримав важливу перемогу над французьким флотом у Нільській битві та надав допомогу Неаполітанському королівству проти французького вторгнення.
1801 року був 2-м флагманом в ескадрі адмірала X. Паркера під час кампанії у Балтійському морі і бомбардуванні Копенгагена, потім командував ескадрою в Ла-Манші, яка була сформована для протидії Булонській флотилії французів. В 1803—1805 роках — командувач ескадрою Середземного моря, що діяла проти Франції і Іспанії.

### Смерть
У вересні 1805 року ескадра Нельсона заблокувала франко-іспанський флот у Кадісі, а 21 жовтня відбулась Трафальгарська битва біля Трафальгарського мису, одна з найвеличніших морських битв британської історії. Велика Британія здобула вирішальну перемогу, однак ціною життя свого найталановитішого адмірала. Під час битви французький снайпер з палуби французького корабля смертельно поранив Нельсона, який спостерігав за атакою ескадри на борту її флагмана HMS Victory.
Тіло Нельсона кораблем доставили до Лондона та 9 січня 1806 року урочисто поховали в соборі святого Павла. Труп адмірала везли до Лондона в діжці з бренді (за іншими свідченнями то була бочка з мальвазією). Звідси виник міф, що нібито моряки потайки від начальства через соломинки відпивали з цієї бочки. Це малоймовірно, адже тіло покійного цілодобово охороняли. Гораціо Нельсон був похованій у труні, виготовленій з щогли французького корабля «Орієнт», потонулого в Абукірській битві. Труну наказав виготовити капітан Бен Галловелл, її він відразу презентував переможцю. Нельсону подарунок дуже сподобався, деякий час він навіть тримав її в своїй капітанській каюті.

## Цікаві факти
- Існує поширена помилка, що адмірал Нельсон носив на правому оці пов'язку. Однак це не так. Дійсно, в боях на Корсиці він отримав поранення правого ока піском і кам'яною крихтою. Його тут же перев'язали і він повернувся в бій. Око він не втратив, хоча став ним гірше бачити.
- Нельсону присвячено один з популярних маршів Королівської морської піхоти авторства Вільгельма Зехля, «Viscount Nelson», який традиційно виконували під час церемонії Trooping the Colour[4].

## Згадка в піснях
«Леді Гамільтон»: муз. Бистряков В-р, сл. Вратарьов О-р, вик. Малінін О-р, Караченцов Мик. Категорія: романси.